# Jabłonowo (Mirosławiec)
Jabłonowo (deutsch Appelwerder) ist ein Dorf in der Landgemeinde (Gmina) Mirosławiec (Märkisch Friedland) im Powiat Wałecki (Deutsch Kroner Kreis) der polnischen Woiwodschaft Westpommern.

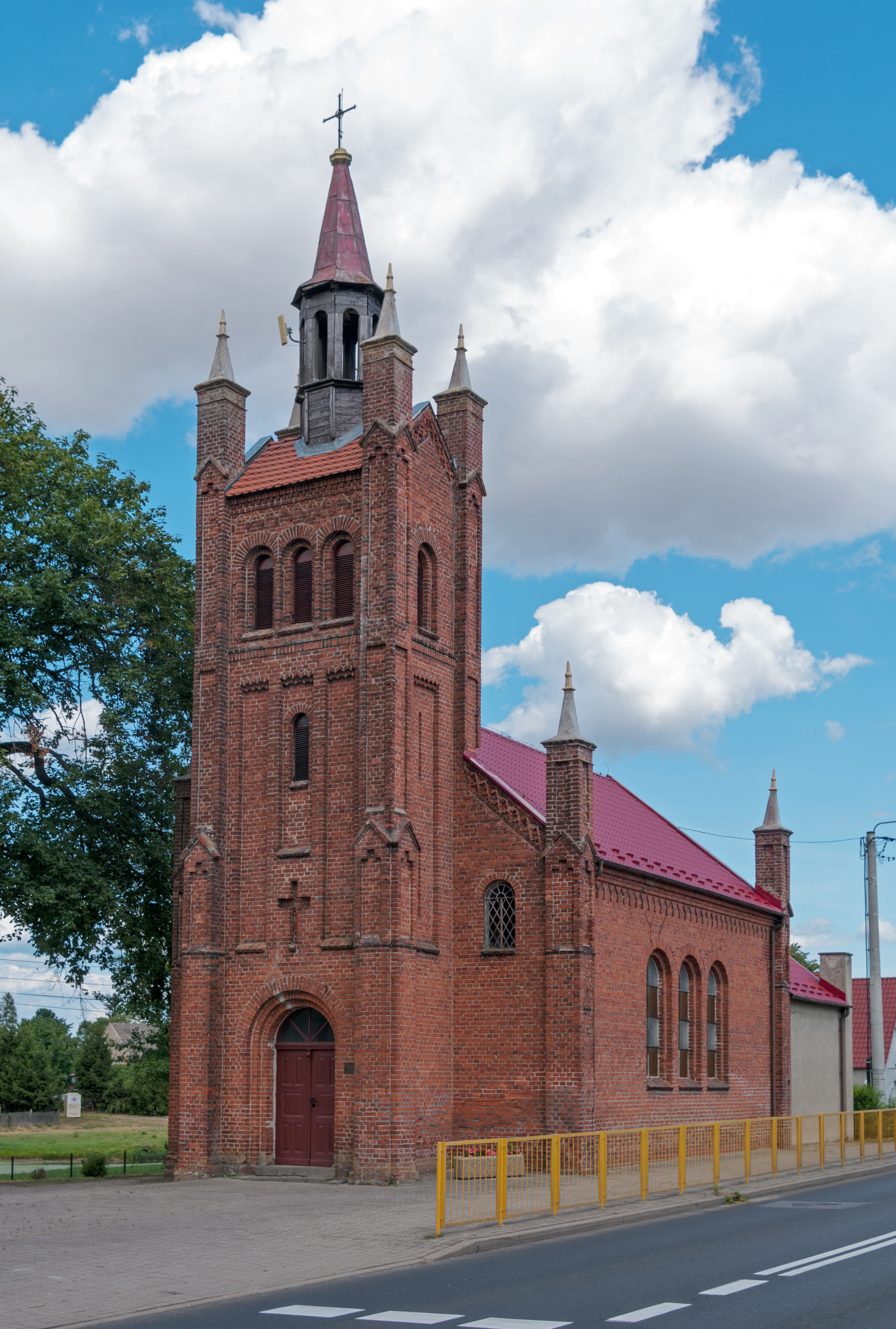
Dorfkirche, bis 1945 Gotteshaus der evangelischen Gemeinde Appelwerder (Aufnahme 2019)

## Geographische Lage
Das Dorf liegt im Netzedistrikt des ehemaligen Westpreußen, etwa zwölf Kilometer nordwestlich von Wałcz (Deutsch Krone) und zwölf Kilometer östlich von Mirosławiec (Märkisch Friedland).

## Geschichte
Appelwerder, neupolnisch Obelin, gehörte ursprünglich zu den sogenannten Goltzer Gütern in der Region, die sich im Besitz der Familie von der Goltz befanden. Das Dorf war am Anfang des 16. Jahrhunderts zusammen mit den Dörfern Lüben und Hohenstein durch Marten und Arnd von der Goltz gegründet worden. Es kam dann an die Herrschaft Friedland, die um die Mitte des 17. Jahrhunderts durch Heirat in den Besitz der Familie Blankenburg gelangte. 1783 wurde Appelwerder zusammen mit Hohenstein von einem Blankenburg an den Freimann Bök verkauft.
Im Jahr 1945 gehörte Appelwerder zum Landkreis Deutsch Krone im Regierungsbezirk Grenzmark Posen-Westpreußen der preußischen Provinz Pommern des Deutschen Reichs. Appelwerder war dem Amtsbezirk Petznick zugeordnet.
Im Februar 1945 wurde Appelwerder von der Roten Armee besetzt. Nach Beendigung der Kampfhandlungen wurde die Region seitens der sowjetischen Besatzungsmacht zusammen mit ganz Hinterpommern und der südlichen Hälfte Ostpreußens – militärische Sperrgebiete ausgenommen – der Volksrepublik Polen zur Verwaltung überlassen. Es wanderten nun Polen zu. Appelwerder wurde unter der polnischen Ortsbezeichnung „Jabłonowo“ verwaltet. Die einheimische Bevölkerung wurde von der polnischen Administration aus Appelwerder vertrieben.

### Demographie
| Jahr | Einwohner | Anmerkungen |
| ---- | --------- | --- |
| 1783 | –         | Vorwerk und Dorf mit einem evangelischen Bethaus, adliger Besitz, im Netzedistrikt, Kreis Krone, 16 Feuerstellen (Haushaltungen)                                                        |
| 1818 | 83        | adliges Dorf |
| 1910 | 241       | am 1. Dezember, davon 162 (160 Evangelische sowie eine katholische und eine jüdische Person) im Dorf und 79 (56 Evangelische, 23 Katholiken mit polnischer Muttersprache) im Gutsbezirk |
| 1925 | 248       | darunter 220 Evangelische und 28 Katholiken |
| 1933 | 256       | [ 7 ] |
| 1939 | 281       | [ 7 ] |

## Kirche
In Appelwerder wurde die erste Kirche 1586 durch Marten von der Goltz erbaut. Nachdem diese evangelische Kirche 1771 abgebrannt war, wurde sie von der Frau des Hauptmanns von Kleist in Holzfachwerk mit daneben stehendem Turm wieder hergestellt. 1873/74 erfolgte der Neubau einer massiven Kirche aus Backstein mit Turm und Apsis, die am 18. Dezember 1874 eingeweiht wurde. Um 1890 war noch keine Orgel vorhanden.